# Список керівників держав 670 року
Список керівників держав 669 року — 670 рік — Список керівників держав 671 року — Список керівників держав за роками

## Європа
- Арморика — король Гілкуал (658 — ?)
- Британські острови:
  - Англія — бретвальда Освіу (655–670)
  - Бріхейніог та Дівед — король Гулідієн (658–670), його змінив король Катен ап Гуліден (670–690)
  - Вессекс — король Кенвал (643–645, 648–674)
  - Галвідел — король Мерфін Великий (бл. 655–682)
  - Гвент — король Атруїс II ап Фарнвайл (665–685)
  - Гвінед — король Кадваладр ап Кадваллон (655–682)
  - Дал Ріада — Домангарт II мак Домнайлл (660—673)
  - Думнонія — король Донарт ап Кулмін (661–700)
  - Ессекс — король Сігхер (664–683, 687–689), боровся проти короля Себбі (664–695)
  - Кент — король Егберт I (664–673)
  - Мерсія — король Вульфхер (658–675)
  - Нортумбрія — король Освіу (658–670), його змінив син король Егфріт (670–685)
  - Королівство піктів — король Друст VI (663—672)
  - Королівство Повіс — король Гуілог ап Белі (665–710)
  - Стратклайд (Альт Клуіт) — король Елвін (658–693)
  - Східна Англія — король Ельдвульф (664–713)
  - Гвікке — Етельвель (650—685)
- Велика Булгарія:
  - на заході правив хан Аспарух (668–679)
  - на сході правив хан Котраг (668 — бл. 710)
- Вестготське королівство — король Реккесвінт (653–672)
- Візантійська імперія — імператор Констянтин IV (668–685)
  - Неаполітанський дукат — дука Феофилакт I (666–670), його змінив Косма (670–673)
  - Равеннський екзархат — екзарх Григорій II (666–678)
- Ірландія — верховний король Сехнуссах мак Блатмак (665–671)
  - Айлех — король Маел Дуйн мак Маеле Фітріх (668–681)
  - Коннахт — король Кенн Фелад мак Коллген Кенн Фаелад (656–680)
  - Ленстер — король Фіаннамайл мак Меле Туйле (656–680)
  - Манстер — король Колгу (665–678)
  - Улад — король Блатмак мак Маел Кобо (647–670), його змінив король Конгал Кеннфота мак Данхада (670–674)
- Королівство лангобардів — король Грімоальд I Беневентський (662–671)
  - Герцогство Беневентське— герцог Ромоальд I (662–677)
  - Герцогство Сполетське — герцог Тразімунд I Сполетський (665–703)
  - Герцогство Фріульське — герцог Вехтарій (666–678)
- Святий Престол — папа римський Святий Віталій (657–672)
- Сербія — жупан Селемір (бл. 660 — бл. 680)
- Франкське королівство:
  - Австразія —
    - король Хільдерік II (662–675)
    - мажордом Вульфоальд (662–680)

  - Аквітанія та Герцогство Васконія — герцог Фелікс (660 — бл. 676)
  - Баварія — герцог Теодон I (640 — бл. 680)
  - Бургундія та Нейстрія
    - король Хлотарь III (657–673)
    - мажордом Еброін (658–673, 675–680)

  - Тюрингія — герцог Хеден I (бл. 642 — бл. 687)
- Фризія — король Альдгісл I (? — 680)
- Хозарський каганат — каган Кабан (668–690)
- Швеція — конунг Івар Широкі Обійми (бл. 655 — бл. 695)

## Азія
- Абазгія — князь Дмитрій I (бл. 660 — бл. 680)
- Диньяваді (династія Сур'я) — раджа Сур'я Рену (648–670), його змінив син раджа Сур'я Яган Тха (670–686)
- Індія:
  - Бадамі— Західні Чалук'я — махараджахіраджа Вікрамадітья I Сат'яшрая (650/654—678)
  - Венгі— Східні Чалук'я — махараджа Дхарашрая Джаясімха I Сарвасідхі (641–673)
  - Західні Ганги — магараджа Бхувікарма (654–679)
  - Камарупа — цар Саластхамба (650–670), його змінив цар Віджая (670–725)
  - Кашмір — махараджа Пратападітія (бл. 661 — бл. 711)
  - Династія Паллавів  — махараджахіраджа Махендраварман II (668–672)
  - Держава Пандья — раджа Янтаварман (640–670), його змінив раджа Арікесарі Мараварман (670–710)
  - Раджарата — раджа Датопа Тісса II (664–673)
  - Хагда — раджа Девахагда (658–673)
- Кавказька Албанія — князь Джеваншір (636–670), його змінив князь Вараз-Трдат I (670–705)
- Картлі та Кахетія — князь Адарнасе II (650–684)
- Китай:
  - Бохай — ван Те Чо Йон (669–698)
  - Наньчжао — ван Мен Сінуло (649–674)
  - Династія Тан — імператор Гао-цзун (Лі Чжи) (649–683)
  - Туюхунь (Тогон) — Муюн Нохебо (635—672)
- Корея:
  - Сілла — ван Мунму (661–681)
- Лазіка — князь Барнут I (660–670), його змінив князь Григор (670–675)
- Омеядський халіфат — халіф Муавія (661–680)
- Паган — король Пеіт Тонг (660–710)
- Персія:
  - Гілян (династія Дабюїдів) — іспахбад Дабюя (640–676)
  - Табаристан (династія Баванді) — іспахбад Бав (665–680)
- Королівство Сунда — король Тарусбава (669–723)
- Тарума (острів Ява) — цар Тарусбава (650–670), у 670 році державу захопила Шривіджая.
- Тао-Кларджеті — князь Гурам II (619–678)
- Тибет — цемпо Мангсонг Мангцен (650–676)
- Чампа — князь Вікрантаварман I (бл. 653 — бл. 686)
- Ченла — раджа Джаяварман I (657–681)
- Імперія Шривіджая — князь Дапунта Шрі Джаянаса (670–702)
- Японія — імператор Тендзі (661–672)

## Африка
- Іфрикія — намісник Укба ібн Нафі (666–675, 681–683)
- Аксумське царство — Дегна Мікаел (663—689)
- Праведний халіфат — Муавія I (661—680)

## Північна Америка
- Цивілізація Мая:
  - Дос-Пілас — цар Б'алах Чан К'авіль (629–692)
  - Канульське царство — священний владика Йукно'м Ч'еен II (636–686)
  - Караколь — цар Как-Ухоль-Кініч II (658–680)
  - Копан — цар К'ак'-Уті-Віц'-К'авіль (628–695)
  - Паленке — цар К'ініч Ханааб Пакаль I (615–683)
  - Тікаль — цар Нун-Холь-Чак I (бл. 649–657, 670–682)
  - Яшчилан — божественний цар Яшун-Балам III (628–681)